# 28816 Kimneville
28816 Kimneville è un asteroide della fascia principale. Scoperto nel 2000, presenta un'orbita caratterizzata da un semiasse maggiore pari a 2,4074714 UA e da un'eccentricità di 0,1442301, inclinata di 3,14383° rispetto all'eclittica.